# ويليام دبليو. كامبل (سياسي)
ويليام دبليو. كامبل (بالإنجليزية: William W. Campbell)‏ هو قاضي ومحامي ومؤرخ وسياسي أمريكي، ولد في 10 يونيو 1806 في تشري فالي في الولايات المتحدة، وتوفي بنفس المكان في 7 سبتمبر 1881. حزبياً، نشط في الحزب الجمهوري. وقد انتخب عضو جمعية ولاية نيويورك وانتخب عضو مجلس النواب الأمريكي.